# Кубок Англії з футболу 1871—1872
Кубок Англії з футболу 1871—1872 — 1-й розіграш найстарішого футбольного турніру у світі, Кубка виклику Футбольної Асоціації, також відомого як Кубок Англії. Титул здобув Вондерерз.

## Перший раунд
Клуби Гемпстід Гітенс, Квінз Парк та Доннінгтон Скул пройшли до наступного раунду після жеребкування.
| Дата         | Господарі      | Рахунок | Гості          |
| ------------ | -------------- | ------- | -------------- |
|              | Вондерерз      | +:-     | Гарроу Чекерс  |
|              | Роял Енджинірс | +:-     | Райгейт Пріорі |
| 11 листопада | Барнс          | 2:0     | Цивіл Сервіс   |
| 11 листопада | Гітчін         | 0:0     | Крістал Пелес  |
| 11 листопада | Мейденгед      | 2:0     | Марлоу         |
| 11 листопада | Аптон Парк     | 0:3     | Клепем Роверз  |

## Другий раунд
| Дата                 | Господарі     | Рахунок | Гості           |
| -------------------- | ------------- | ------- | --------------- |
|                      | Квінз Парк    | +:-     | Доннінгтон Скул |
| 16 грудня            | Крістал Пелес | 3:0     | Мейденгед       |
| 16 грудня            | Вондерерз     | 3:1     | Клепем Роверз   |
| 23 грудня            | Барнс         | 1:1     | Гемпстід Гітенс |
| 6 січня Перегравання | Барнс         | 0:1     | Гемпстід Гітенс |
| 10 січня             | Гітчін        | 0:5     | Роял Енджинірс  |

## Третій раунд
Клуб Квінз Парк пройшов до наступного раунду після жеребкування.
| Дата     | Господарі      | Рахунок | Гості           |
| -------- | -------------- | ------- | --------------- |
| 20 січня | Вондерерз      | 0:0     | Крістал Пелес   |
| 27 січня | Роял Енджинірс | 3:0     | Гемпстід Гітенс |

## Півфінали
| Дата                   | Господарі      | Рахунок | Гості          |
| ---------------------- | -------------- | ------- | -------------- |
| 17 лютого              | Крістал Пелес  | 0:0     | Роял Енджинірс |
| 8 березня Перегравання | Роял Енджинірс | 3:0     | Крістал Пелес  |
| 5 березня              | Квінз Парк     | 0:0     | Вондерерз      |
| Перегравання           | Вондерерз      | +:-     | Квінз Парк     |

## Фінал
| 16 березня 1872 |

| Вондерерз | 1:0      | Роял Енджинірс |
| --------- | -------- | -------------- |
| Беттс 15' | Протокол |                |

| Кеннінгтон Овал, Лондон Глядачів: 2 000 Арбітр: Альфред Стейр |